# Graphics Device Interface
Graphic Device Interface (GDI+) је поред Кернела (језгро оперативног система) и корисничког сучеља један од три главна дела оперативног система Microsoft Windows. Служи контроли приказа текста и графике. Даје функције и структуре које се користе за генерисање графичког приказа за мониторе, штампаче и остале уређаје. Садржи три основна објекта за исцртавање: Pen (оловку), Brush (четку) и Фонт. Има добру употребу у исцртавању 2D објеката, док се за 3D данас користе DirectX и OpenGL.
GDI+ је напреднија верзија која се појавила са Windows XP оперативним системом. Додате су функције попут 2D антиалајзинга, alpha blending, градијелно сенчење, подршку формата .JPG и .PNG.

## Битмап
Битмап или растерска графика је класа која сажима GDI+ bitmap (растерску) слику која се састоји од информација о пикселима на слици. Укратко, користи се за рад на сликама дефинисаним пикселима. Боја сваког пиксела је представљена као број од 32 бита, где је по 8 битова узето да представља сваку од компоненти RBGA (вредности од 0 до 255). 255 представља пун интензитет док 0 без интензитета. Alpha параметар је означава провидност, од потпуно провидног интензитета 0 до непровидног интензитета 255.